# 金宝珍
金宝珍（1924年1月—2013年10月25日），曾用名金保真，男，回族，山东枣庄人，中华人民共和国政治人物，曾任中共山东省委统战部部长，山东省政协副主席，第二、三届全国人大代表。